# Atto (Speyer)
Atto regierte als Bischof von Speyer ca. 701 bis 709. In der offiziellen Zählung der Speyerer Bischöfe rangiert er als Nr. 6.
Atto wird in der ältesten Speyerer Bischofsliste, die zwischen 1078 und 1088 in der Abtei Schäftlarn entstand, unter dem Namen „Ato“ und erst an 8. Stelle geführt. Allerdings ist dort die Gruppe der ersten acht Bischöfe unvollständig und in Unordnung.
Laut Jakob Baumann (Der Pilger, 1906) gibt es über ihn keine Urkunden und man kennt ihn lediglich dem Namen nach aus der besagten Bischofsliste bzw. der Überlieferung. Auch die anderen vorliegenden Quellen sagen über Atto nichts weiter aus, als seine vermutlichen Regierungsdaten.